# Tretzena esmena de la Constitució dels Estats Units
La Tretzena esmena (en anglès Thirteenth Amendment) de la Constitució dels Estats Units és una esmena que es va aprovar el 1865 i que abolia l'esclavitud i la servitud involuntària, excepte en el cas de càstig per un crim. El Senat dels Estats Units la va aprovar el 8 d'abril del 1864 i la Cambra de Representants el 31 de gener del 1865, i es va ratificar el 6 de desembre del mateix any. El 18 de desembre del 1865, fou proclamada pel Secretari d'Estat dels Estats Units, William H. Seward. Aquesta fou la primera esmena a la Constitució que es va aprovar després de la Guerra Civil dels Estats Units.
L'esclavitud havia estat, en la pràctica, protegida per la Constitució dels Estats Units per clàusules com el Compromís dels Tres Cinquens, per la qual tres cinquenes parts dels esclaus eren comptats per distribuir els representants a la Cambra de Representants dels Estats Units en proporció a la població de cada estat. La Proclamació d'Emancipació feta pel president Lincoln el 1863 havia declarat lliures els esclaus, però el seu estatus postbèl·lic no estava clar. El 8 d'abril del 1864, el Senat va aprovar una esmena per tal d'abolir l'esclavitud. Després d'una votació fracassada i de diverses maniobres legislatives de l'administració Lincoln, la Cambra de Representants la va aprovar el 31 de gener del 1865. Aquesta mesura va ser ràpidament ratificada per gairebé tots els estats del Nord i per alguns dels estats del Sud reconstruïts.
Amb aquesta esmena es va abolir formalment l'esclavitud als Estats Units. Tot i això, els afroamericans van continuar sent subjecte de discriminació, violència i treball forçós, sobretot als estats del Sud. En contrast amb altres esmenes de la Reconstrucció, la Tretzena esmena fou poc citada en casos legals posteriors, però ha estat utilitzada contra la peonada i contra la discriminació basada en l'ètnia. Mentre la Catorzena i la Quinzena esmenes afecten només els estats, la Tretzena esmena va dirigida a protegir ciutadans privats i individus. Aquesta esmena també permet legislar contra el tràfic de blanques i altres formes d'esclavitud actual.

## Text
El text de la Tretzena esmena a la Constitució dels Estats Units diu així:
| « | (català) Secció 1. L'esclavitud i la servitud involuntària, excepte com a càstig per a un crim, no han d'existir en els Estats Units ni en qualsevol lloc de la seva jurisdicció. Secció 2. El Congrés haurà de reforçar aquest article amb la legislació apropiada. | (anglès) Section 1. Neither slavery nor involuntary servitude, except as a punishment for crime whereof the party shall have been duly convicted, shall exist within the United States, or any place subject to their jurisdiction. Section 2. Congress shall have power to enforce this article by appropriate legislation. | » |

## Esclavitud als Estats Units: context històric i legal

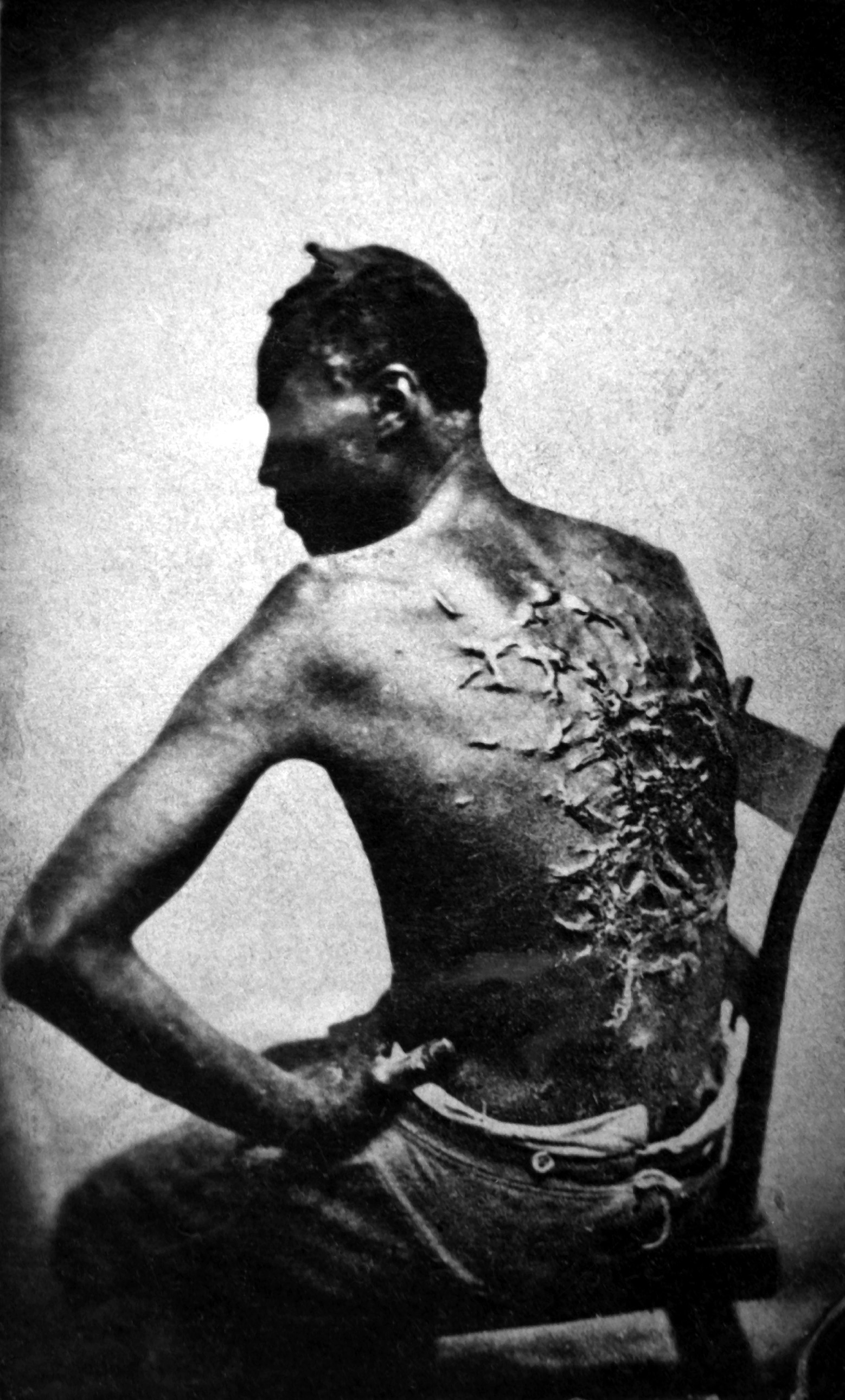
La imatgeria abolicionista se centrava en les atrocitats comeses contra els esclaus. En la imatge del 1863, l'esclau Gordon ensenya les cicatrius que se li han fet

L'esclavitud va existir en totes les tretze colònies britàniques d'Amèrica del Nord. Abans de la Tretzena esmena, la Constitució dels Estats Units (adoptada el 1789) no utilitzava específicament les paraules esclau o esclavitud, però incloïa moltes provisions sobre les persones que no eren lliures. La Clàusula de les Tres Cinquenes parts (en anglès Three-Fifths Clause, Article I, Secció 2) deia que el nombre dels representants en el Congrés estava basat en el nombre total de les persones lliures més "tres cinquenes parts de les altres persones". Aquesta clàusula fou un compromís entre els sudistes, que volien que els esclaus comptessin com a persones a l'hora de decidir els representants al Congrés, i els del Nord, que hi estaven en contra perquè això donaria massa poder al Sud, ja que la representació al nou Congrés havia d'estar basada en la població de cada estat, a diferència de l'anterior sistema, basat en un vot per cada estat que hi havia a l'antic Congrés Continental. En la Clàusula dels Esclaus Fugitius (Article IV, Secció 2), es deia que cap "persona obligada a un servei o labor" podia fugir d'un estat cap un altre estat. L'Article 1 (secció 9) de la Constitució permetia que el Congrés aprovés la legislació que prohibiria la "importació de persones", però no abans del 1808. De tota manera, la Cinquena esmena a la Constitució dels Estats Units -que diu que ningú hauria d'estar privat de la vida, la llibertat o la propietat, sense un procés legal- entenia els esclaus com a propietat. Tot i que alguns abolicionistes van utilitzar la Cinquena esmena per argumentar en contra de l'esclavitud, es van establir bases legals perquè els esclaus fossin tractats com a propietat en el cas de Dred Scott versus Sandford (1857).
Estimulats per la filosofia de la Declaració d'Independència, entre el 1777 i el 1804, els estats del Nord van anar aprovant l'abolició de l'esclavitud de manera immediata o gradual. La majoria dels esclaus d'aquests estats eren esclaus domèstics. Els estats del Sud no van fer el mateix i a allà va anar augmentant el nombre d'esclaus fins que, el 1861, va assolir el seu punt àlgid, amb més de 4 milions. Al Nord, hi va aparèixer un moviment abolicionista liderat per personalitats com William Lloyd Garrison, que demanava la fi de l'esclavitud. Això va fer que les tensions entre el Nord i el Sud s'extremessin. L'American Colonization Society, una aliança entre abolicionistes que pensaven que les ètnies s'havien de mantenir separades, i propietaris esclavistes que temien que la presència de negres lliures encoratjarien rebel·lions d'esclaus, va demanar l'emigració i expatriació dels afroamericans lliures i esclaus cap a Àfrica. Aquest punt de vista fou defensat per polítics com Henry Clay, que temia que el moviment abolicionista podria provocar una guerra civil. Arthur Livermore i John Quincy Adams van intentar que s'aprovessin esmenes constitucionals que prohibissin l'esclavitud, però no ho van aconseguir.
Com que els Estats Units s'anaven expandint, el tema de l'esclavitud en els nous territoris va esdevenir el tema nacional principal. La posició dels sudistes era que els esclaus eren propietats i com a tals s'havien de poder moure als altres territoris com qualsevol altre tipus de propietat. El 1820, el compromís de Missouri va aprovar que Missouri seria incorporat com un estat esclavista i Maine com un estat lliure per tal de preservar la igualtat entre els estats al Senat. El 1846, es va introduir el Wilmot Proviso, que proposava que l'esclavitud fos prohibida en tots els nous territoris guanyats després de la Guerra mèxico-estatunidenca. Aquesta norma es va aprovar al Congrés, però no al Senat. El compromís de 1850 fou aprovat quan es va admetre Califòrnia com un estat lliure i, a canvi, va aprovar la restrictiva Llei dels Esclaus Fugitius de 1850. Aquest també va prohibir el comerç d'esclaus a Washington DC i que Nou Mèxic i Utah escollissin lliurement si volien ser estats lliures o esclavistes.
Les tensions entre el Nord i el Sud dels Estats Units van anar augmentant a pesar del compromís de 1850, atiades, entre d'altres, per fets com la publicació el 1852 de La cabana de l'oncle Tom; el Bleding Kansas (confrontacions violentes entre abolicionistes i esclavistes al territori de Kansas), que va començar el 1854; la decisió Dred Scott de 1857, que va revocar algunes de les disposicions del compromís; l'intent d'inici d'una revolta liderada per l'abolicionista John Brown el 1859 a Harpers Ferry, Virgínia occidental; i el fet que Abraham Lincoln guanyés les eleccions presidencials el 1860. Mesos després d'aquesta victòria electoral, el Sud dels Estats Units es van escindir de la Unió i van formar els Estats Confederats d'Amèrica i va començar la Guerra Civil dels Estats Units.

## Propostes i ratificació

### Elaboració de l'esmena

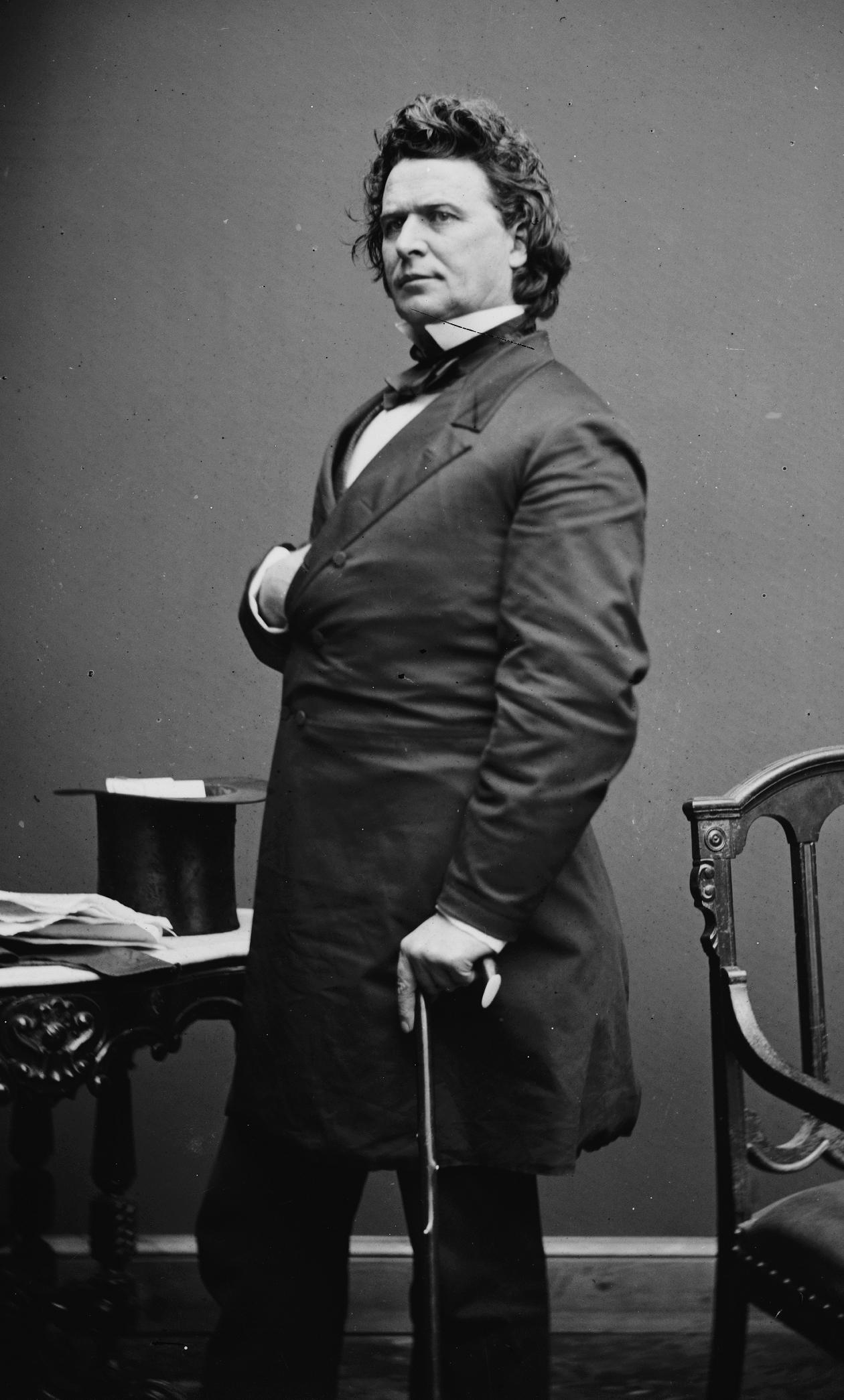
El representant d'Ohio James Mitchell Ashley va proposar una esmena que abolia l'esclavitud el 1863

Abraham Lincoln va signar la Proclamació d'Emancipació l'1 de gener del 1863, que va proclamar la llibertat dels esclaus en els deu estats que encara estaven revoltats. De tota manera, aquesta proclamació no va afectar l'estatus dels esclaus dels estats fronterers que continuaven sent lleials a la Unió. El desembre del mateix any, Lincoln va tornar a utilitzar els seus poder presidencials per fer la proclamació per l'Amnistia i la Reconstrucció, que va oferir als estats sudistes tornar a ajuntar-se a la Unió de manera pacífica si abolien l'esclavitud i recollien juraments de fidelitat del 10% de la seva població. Els estats del Sud no van acceptar aquesta oferta i l'estatus de l'esclavitud va romandre incert.
Durant els últims anys de la Guerra Civil, els legisladors de la Unió van debatre diverses propostes per a la reconstrucció. Algunes d'aquestes apel·laven a una esmena constitucional que abolís l'esclavitud en l'àmbit nacional i de manera permanent. El 14 de desembre del 1863, una proposta de llei en forma d'esmena fou introduïda pel congressista James Mitchell Ashley. El congressista James F. Wilson va fer una proposta similar ben aviat. L'11 de gener del 1864, el senador James B. Henderson de Missouri va presentar una resolució comuna (que calia que fos aprovada pel Congrés i pel Senat) a favor d'una esmena que abolís l'esclavitud. El Comitè Judicial del Senat, liderat per Lyman Trumbull, també va implicar-se a fer diverses propostes d'esmenes.
Alguns republicans radicals liderats pel senador Charles Sumner i el congressista Thaddeus Stevens van fer versions més radicals de l'esmena. El 8 de febrer del 1864, Sumner va presentar una esmena constitucional que deia: “All persons are equal before the law, so that no person can hold another as a slave; and the Congress shall have power to make all laws necessary and proper to carry this declaration into effect everywhere in the United States.” ('Totes les persones són iguals davant la llei, de manera que cap persona pot agafar-ne una altra com a esclava; i el Congrés tindrà facultats per fer totes les lleis necessàries i convenients per a portar aquesta declaració en vigor arreu dels Estats Units'.)
Sumner va intentar promoure la seva versió més radical de l'esmena eludint el Comitè Judicial controlat per Trumbull, però no ho va aconseguir. El 10 de febrer, el Comitè Judicial del Senat va presentar al Senat una proposta d'esmena basada en els treballs d'Ashley, Wilson i Henderson.
La versió del Comitè va utilitzar el text de l'Ordenança Nord-oest de 1787 que estipulava: "There shall be neither slavery nor involuntary servitude in the said territory, otherwise than in the punishment of crimes whereof the party shall have been duly convicted". ('No es permetrà ni l'esclavitud ni la servitud involuntària en aquest territori, si no és en el cas que sigui un càstig per als crims dels quals el responsable hagi estat declarat culpable'.) Es va utilitzar la proposta d'Henderson com a base de la nova esmena, tot i que el Comitè Judicial va canviar les normes utilitzades que havien de permetre una esmena constitucional, perquè aquesta fos aprovada per només la majoria simple dels vots a les dues cambres legislatives i ratificada només per dos terços dels estats (en comptes dels dos terços i tres quartes parts, respectivament).

### Pas pel Congrés
El Senat dels Estats Units va aprovar l'esmena el 8 d'abril del 1864 per 38 vots a favor i 6 en contra (dos demòcrates van votar-hi a favor), però el 15 de juny l'esmena no va ser aprovada per la Cambra de Representants, ja que va tenir 93 vots a favor i 65 en contra i no va assolir els dos terços dels vots necessaris. El vot al Congrés es va dividir per partits, amb els republicans a favor i els demòcrates en contra. En la carrera presidencial del 1864, John C. Frémont, l'antic candidat del Free Soil Party va amenaçar de crear un tercer partit que s'oposés a Lincoln, a partir d'una plataforma ciutadana que donava suport a una esmena contra l'esclavitud. La plataforma del Partit Republicà no havia pogut incloure, fins llavors, una proposta semblant, tot i que Lincoln havia aprovat l'esmena quan va acceptar la seva nominació. Frémont es va retirar de la cursa electoral el 22 de setembre i va donar suport a Lincoln.
Com que els estats del Sud no hi eren representats, hi va haver pocs membres del Congrés que aportessin arguments morals i religiosos a favor de l'esclavitud. Els demòcrates que s'oposaven a l'esmena ho feien generalment amb arguments basats en el federalisme i els drets dels estats. Alguns arguments deien que el canvi proposat violava l'esperit de la Constitució i que era més una revolució que una esmena. Alguns opositors volien que l'esmena fos liderada per ciutadans negres.
Els republicans van argumentar que l'esclavitud era incivilitzada i que l'abolició era un pas necessari en el progrés nacional. Els que donaven suport a l'esmena també van argumentar que el sistema esclavista tenia fins i tot efectes negatius en els blancs, per exemple, en el fet que els esclaus representaven una competència deslleial contra els treballadors blancs, i que els abolicionistes del Sud patien repressió. A més a més, van defensar que la fi de l'esclavitud representaria restaurar la Primera esmena i altres drets constitucionals que eren violats per la censura i la intimidació en els estats esclavistes.
Hi va haver republicans del Nord i demòcrates que van estar a favor d'aprovar l'esmena de l'abolició i van realitzar reunions, de les quals en van treure resolucions. Molts negres, sobretot del Sud, van incidir més en l'educació i la propietat de la terra com a les claus del seu alliberament.Com que l'esclavitud no es podia sostenir políticament, un nombre més gran de demòcrates del Nord van començar a donar suport a l'esmena, inclòs el congressista James Brooks, el senador Reverdy Johnson i el polític de Nova York Tammany Hall.

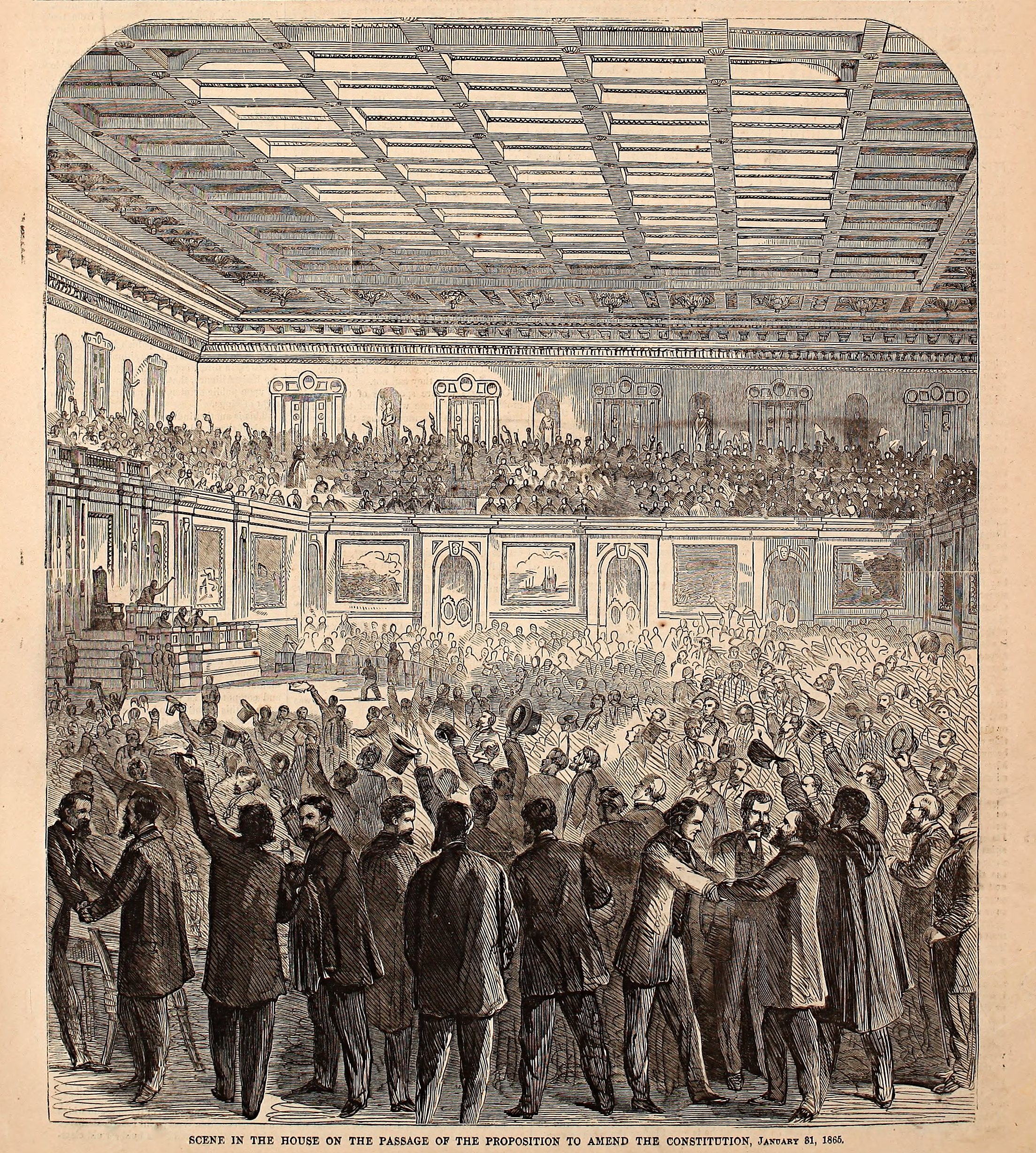
Imatge que representa la celebració de l'aprovació de l'esmena al Congrés dels Estats Units, apareguda al setmanari Harper's Weekly

Lincoln es va adonar que la proclamació d'Emancipació podria ser revertida o considerada invàlida després de la guerra, i va veure que només una esmena a la Constitució era una solució permanent. S'havia mantingut neutral respecte a l'esmena perquè ho considerava un assumpte polític molt perillós. Tot i això, una plataforma del partit de Lincoln va resoldre que calia abolir l'esclavitud amb una esmena constitucional. Després de guanyar les eleccions presidencials dels Estats Units del 1864, Lincoln va dir que la seva prioritat legislativa era aprovar la Tretzena esmena. El suport popular a favor de l'esmena va anar augmentant i Lincoln va instar el Congrés que ho discutissin en el seu discurs del 6 de desembre sobre l'estat de la Unió: "només és qüestió de temps que l'esmena proposada sigui adreçada als estats perquè l'apliquin. I si això és així, no estem d'acord que com més aviat millor?"
El secretari d'estat, William H. Seward, el congressista John B. Alley i altres diputats foren instruïts per Lincoln perquè hi trobessin el suport necessari i va prometre llocs en el govern als demòcrates que estaven disposats a canviar de bàndol. Sheward tenia molts diners per a fer suborns directes. Ashley, que va reintroduir la mesura a la Cambra, també va pressionar diversos demòcrates que hi votessin a favor. Thaddeus Stevens, més tard, va comentar que «la mesura més important del segle xix fou aprovada mitjançant la corrupció amb la complicitat de l'home més pur d'Amèrica». Tot i això, encara es desconeix el paper precís de Lincoln en les ofertes de compra de vots que es van fer.
Els republicans del Congrés que havien guanyat les eleccions al Senat i al Congrés van demanar un mandat per a l'abolició. El congressista demòcrata George H. Pendleton va liderar l'oposició a aquesta mesura. Els republicans van atenuar el seu llenguatge d'igualtat radical per ampliar la coalició dels partidaris de l'esmena. Alguns republicans van prometre que l'esmena deixaria intacte el patriarcat per tranquil·litzar els crítics que estaven preocupats que l'esmena trenqués el teixit social existent.
A mitjan gener, el portaveu del Congrés, Schuyler Colfax va estimar que calien només 5 vots perquè fos aprovada. Ashley va posposar la votació. En aquest punt, Lincoln va intensificar la pugna a favor de l'esmena amb interpel·lacions personals a alguns membres particulars del Congrés. El 31 de gener del 1865, es va tornar a demanar una altra votació al Congrés sobre l'esmena, tot i que el resultat era incert. Tots els republicans van donar suport a la mesura i uns 16 demòcrates també. Finalment, l'esmena es va aprovar per 119 vots contra 56, molt a prop del límit necessari d'una majoria de dos terços. El Congrés va esclatar per a celebrar-ho i alguns membres van plorar obertament. Hi van ser presents espectadors negres que només se'ls havia permès assistir a les sessions del Congrés des de l'any anterior, els quals van victorejar des de les galeries.
El president Lincoln va signar la Tretzena esmena l'1 de febrer del 1865, havent estat l'única esmena signada per un president, tot i que James Buchanan havia signat l'Esmena Corwin a favor de l'esclavitud, que havia estat aprovada al 36è Congrés dels Estats Units i havia estat adoptada i enviada als estats el març del 1861. La còpia de la Tretzena esmena guardada a l'arxiu del Congrés té la signatura de Lincoln sota les signatures usuals del portaveu del Congrés i el president del Senat, després de la data. El 7 de febrer, el Congrés va aprovar la resolució dient que la signatura del president no era necessària.

### Ratificació dels estats

Estats que van ratificar l'esmena el 1865
Estats que van ratificar l'esmena entre 1865 i 1870
Estats que van ratificar l'esmena entre 1866 i 1995, després de rebutjar-la inicialment
Territoris dels Estats Units que encara no eren estats el 1865

Quan la Tretzena esmena fou enviada als estats perquè la ratifiquessin l'1 de febrer del 1865, alguns ho van fer ràpidament. A finals de mes, havia estat ratificada per 18 estats. Entre aquests, hi havia alguns estats que havien estat confederats, com Virgínia i Louisiana, on la ratificació fou feta pels governs de la reconstrucció. Aquests, juntament amb les ratificacions posteriors d'Arkansas i Tennessee, van plantejar la qüestió de quants estats havien de ratificar-la perquè fos vàlida i si era suficient la ratificació de tres quartes parts dels estats. El president Lincoln, en el seu últim parlament de l'11 d'abril del 1865, va parlar sobre la qüestió de si els estats del Sud formaven part o no de la Unió. Va declarar que, òbviament, aquests no mantenien en la pràctica una relació adequada amb la Unió i que s'hauria de restablir la relació. Lincoln fou assassinat tres dies després.
Amb la sessió del Congrés sense convocar, el nou president, Andrew Johnson, va començar un període conegut amb el nom de Reconstrucció presidencial, en el qual el president va supervisar personalment la creació de nous governs als estats del Sud. Va supervisar la realització de convencions polítiques estatals protagonitzades per delegats a qui considerava lleials. Els tres temes principals que van sorgir abans de la convenció foren: la secessió en si, l'abolició de l'esclavitud i el deute de guerra dels confederats. Alabama, Florida, Geòrgia, Mississipi, Carolina del Nord i Carolina del Sud van efectuar convencions el 1865, i la convenció de Texas es va realitzar el març del 1866. Johnson esperava evitar que la deliberació sobre si s'havia de tornar a admetre els estats del Sud per a assolir la plena ratificació davant el Congrés i, per això, va repetir la reunió al desembre, ja que pensava que podia silenciar aquells que volien negar al Sud el seu lloc en la Unió.
Després, van seguir les negociacions directes entre els governs dels estats i Johnson. A mesura que l'estiu avançava, els funcionaris del govern van començar a incloure garanties limitades de la mesura amb les seves demandes pròpies de ratificació. El mateix Johnson va suggerir directament als governadors de Mississipi i Carolina del Nord que podien controlar l'assignació de drets als lliberts de manera proactiva. Tot i que, òbviament, Johnson esperava que les persones alliberades gaudissin almenys d'alguns dels drets civils, com per exemple el dret a testificar davant els tribunals, volia que els legisladors estatals poguessin elegir quins drets podien conferir als ciutadans. Quan el governador provisional de Carolina del Sud, Benjamin Franklin Perry, va objectar l'abast de la clàusula d'execució de l'esmena, el secretari d'estat Seward va respondre per telègraf que la segona clàusula "estava frenant el seu efecte, en lloc d'ampliar les facultats del Congrés". Els polítics blancs del Sud estaven preocupats que el Congrés pogués citar la facultat d'aplicar l'esmena com una manera d'autoritzar el sufragi dels negres.
Quan Carolina del Sud va ratificar l'esmena el novembre del 1865, va emetre la seva pròpia declaració interpretativa, que deia que "qualsevol intent del Congrés sobre legislar sobre l'estatut polític dels antics esclaus o les seves relacions civils seria contrari a la Constitució dels Estats Units". Alabama i Louisiana també van declarar que la seva ratificació no implicava que el poder federal pogués legislar sobre l'estatus dels antics esclaus. Durant la primera setmana de desembre, Carolina del Nord i Geòrgia van donar els vots necessaris a l'esmena perquè aquesta esdevingués part de la Constitució.
La Tretzena esmena va esdevenir part de la Constitució el 6 de desembre del 1865, basada en les ratificacions següents:
1. Illinois - 1 de febrer de 1865
2. Rhode Island - 2 de febrer de 1865
3. Michigan - 3 de febrer de 1865
4. Maryland - 3 de febrer de 1865
5. Estat de Nova York - 3 de febrer de 1865
6. Pennsilvània - 3 de febrer de 1865
7. Virgínia Occidental - 3 de febrer de 1865
8. Missouri - 6 de febrer de 1865
9. Maine - 7 de febrer de 1865
10. Kansas - 7 de febrer de 1865
11. Massachusetts - 7 de febrer de 1865
12. Virgínia - 9 de febrer de 1865
13. Ohio - 10 de febrer de 1865
14. Indiana - 13 de febrer de 1865
15. Nevada - 16 de febrer de 1865
16. Louisiana - 17 de febrer de 1865
17. Minnesota - 23 de febrer de 1865
18. Wisconsin - 24 de febrer de 1865
19. Vermont - 8 de març de 1865
20. Tennessee - 7 d'abril de 1865
21. Arkansas - 14 d'abril de 1865
22. Connecticut - 4 de maig de 1865
23. Nou Hampshire - 1 de juliol de 1865
24. Carolina del Sud - 13 de novembre de 1865
25. Alabama - 2 de desembre de 1865
26. Carolina del Nord - 4 de desembre de 1865
27. Geòrgia 6 de desembre de 1865

Havent estat ratificada pels legisladors de 3/4 dels estats (27 dels 36 estats, inclosos aquells que havien estat revoltats), el secretari d'estat Seward, el 18 de desembre del 1865, va certificar que la Tretzena esmena havia esdevingut vàlida per a tots els supòsits com una part de la Constitució. Els tres antics estats confederats que van consentir l'esmena però amb condicions van ser inclosos en la llista dels estats que la van ratificar. Seward va acceptar els seus vots afirmatius i va deixar de banda les seves declaracions interpretatives sense fer-hi comentaris ni reconèixer-les.
Posteriorment, la Tretzena esmena fou ratificada pels estats següents:
- Oregon - 8 de desembre de 1865
- Califòrnia - 19 de desembre de 1865
- Florida - 28 de desembre de 1865 (i reafirmada el 9 de juny de 1869)
- Iowa - 15 de gener de 1866
- Nova Jersey - 23 de gener de 1866 (després del rebuig el 16 de març de 1865)
- Texas - 18 de febrer de 1866
- Delaware - 12 de febrer de 1901 (després del seu rebuig el 8 de febrer de 1865)
- Kentucky - 18 de març de 1976[65] (després del seu rebuig el 24 de febrer de 1865)
- Mississipi - 16 de març de 1995, certificat el 7 de febrer de 2013[66] (després del seu rebuig el 5 de desembre de 1865)

La Tretzena esmena va esdevenir part de la Constitució 61 anys i mig després de la Segona esmena. Això fa que sigui l'interval de temps més llarg entre dues esmenes constitucionals.

## Efectes i conseqüències

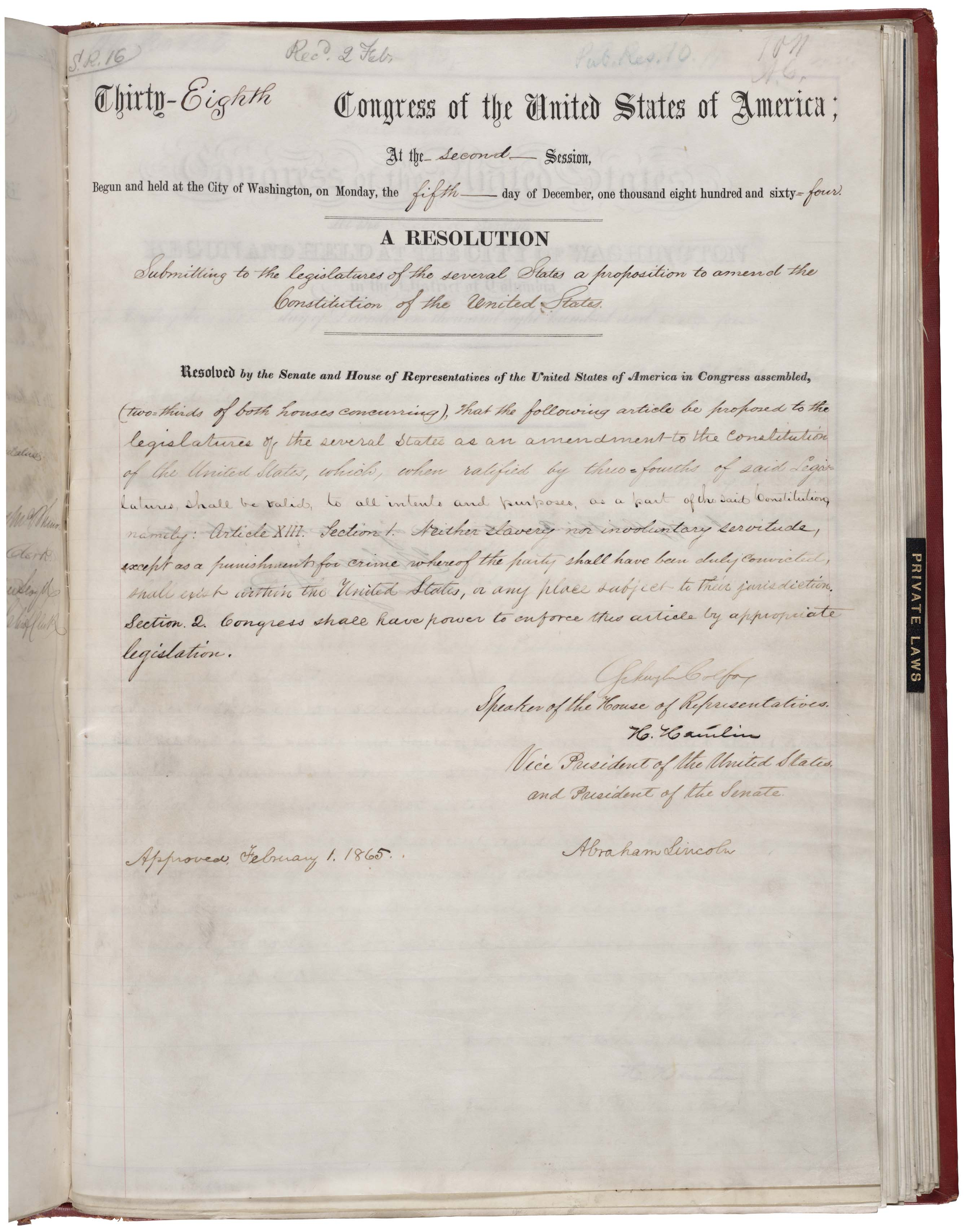
Tretzena esmena en els Arxius Nacionals de l'Administració amb la signatura d'Abraham Lincoln

L'impacte de l'abolició de l'esclavitud es va fer sentir ràpidament. Quan la Tretzena esmena va esdevenir operativa, l'àmbit d'aplicació de la Proclamació d'Emancipació de Lincoln (del 1863) es va ampliar i va incloure tota la nació. Tot i que la majoria dels esclaus de Kentucky s'havien emancipat, hi quedaven entre 65.000 i 100.000 persones esclaves quan el 18 de desembre del 1865 va entrar en vigor l'esmena. A Delaware, on un gran nombre d'esclaus s'havien escapat durant la guerra, hi va haver 900 persones que van esdevenir lliures amb la nova llei.
A més de l'abolició de l'esclavitud i de prohibir el treball involuntari, excepte per pagar per un crim, la Tretzena esmena també va deixar nul·la la clàusula dels Esclaus Fugitius i el compromís de les Tres Cinquenes parts, segons la qual la població d'un estat incloïa totes les persones lliures i tres cinquenes parts de les "altres persones" i excloïa els amerindis. El compromís de les Tres Cinquenes parts era una provisió en la Constitució que requeria que tres cinquenes parts dels esclaus fossin comptats a l'hora de repartir les places en el Congrés dels Estats Units, a més de les taxes que havien de pagar els estats a l'estat federal. El compromís va tenir l'efecte d'incrementar el poder polític dels estats esclavistes perquè van veure com els seus representants augmentaven en nombre.
Quan la Tretzena esmena estava en procés de ratificar-se, els republicans del Congrés van veure que la fi d'aquest compromís representaria un augment dels representants del Sud dominats pels demòcrates. A causa del fet que tots els antics esclaus ara comptarien a l'hora de repartir els escons, els estats del Sud veurien augmentar el seu pes polític en el Congrés dels Estats Units. Els republicans van creure que podien superar aquest avantatge atraient i protegint els vots dels votants negres.

### Canvi econòmic i polític del Sud
La societat del Sud dels Estats Units va continuar sent profundament racista i els negres que s'hi van quedar van fer front a una situació perillosa. J. J. Gries va reportar que al Comitè Conjunt per a la Reconstrucció "hi havia una classe de sentiment innat, una esperança persistent que al Sud l'esclavitud es tornaria a establir d'una manera o altra. Van intentar, mitjançant les lleis, fer una classe d'esclavitud pitjor que la que hi havia abans, ja que els lliberts no gaudien de la protecció del seu propietari que havien tingut abans." En W. E. B. DuBois, el 1935, va escriure: 
| « | L'esclavitud no fou abolida després de la Tretzena esmena. Hi havia quatre milions de lliberts i la gran majoria continuava treballant en la mateixa plantació, fent la mateixa feina que abans de l'emancipació, excepte que el seu treball havia estat interromput i havia canviat durant el cataclisme de la guerra. D'altra banda, estaven rebent els mateixos salaris i van seguir sent objecte de codis d'esclaus que només van canviar de nom. Hi havia, entre ells, milers de fugitius en els campaments dels soldats o als carrers de les ciutats que no tenien llar, estaven malalts i estaven instal·lats en la pobresa. Havien estat alliberats pràcticament sense terres ni diners i, excepte en casos excepcionals, tampoc tenien un estatus legal ni una protecció". | » |

L'emancipació oficial no comportà canvis substancials per a la majoria dels negres que van continuar vivint al Sud.
Com que l'esmena encara permetia el treball forçat per a complir la pena de criminals convictes, els estats del Sud van respondre amb el que l'historiador Douglas A. Blackmon va anomenar "una sèrie de lleis destinades a criminalitzar la vida dels afroamericans". Aquestes lleis, aprovades després de l'emancipació, foren conegudes amb el nom de Codis Negres. Mississipi fou el primer estat que va aprovar-ne un, amb la llei de 1865 titulada An Act to confer Civil Rights on Freedmen. Aquesta requeria que els treballadors negres que no tinguessin un contracte laboral amb agricultors blancs l'1 de gener de cada any serien acusats de vagabunds. Els negres podrien ser sentenciats a treballs forçosos per crims com el furt, l'ús de llenguatge obscè o la venda de cotó després de la posta de sol. Els estats van aprovar noves lleis molt estrictes contra els vagabunds que estaven dirigides contra els afroamericans que no tenien protectors blancs. Aquests convictes foren castigats a treballar en granges, fàbriques, tallant fusta, pedreres i mines.
Després de la ratificació de la Tretzena esmena el novembre del 1865, Carolina del Sud va començar a legislar immediatament els Codis Negres. Els Codis Negres van crear un conjunt separat de lleis, càstigs i conductes acceptables per a tot aquell que tingués més d'un besavi afrodescendent. Sota aquests codis, els negres només podrien treballar com a agricultors o servents i tenien pocs drets constitucionals. Les restriccions de quaranta acres i una mula que limitaven la propietat de la terra per part dels negres van fer permanent aquesta situació de dependència econòmica.
Alguns estats van establir períodes molt llargs d'aprenentatge dels oficis per part dels nens. Algunes lleis no estaven dirigides específicament als negres, però afectaven de fet els treballadors agrícoles, la majoria dels quals eren afrodescendents. Al mateix temps, molts estats van aprovar lleis per prevenir que els afroamericans adquirissin propietats.
Els propietaris de negocis del Sud van reproduir els beneficis que els havia procurat l'esclavitud amb el sistema anomenat peonada, en què els treballadors (majoritàriament negres) eren lligats per deutes que els obligaven a treballar de manera indefinida per retornar-los.La peonada va continuar existint durant del període de la reconstrucció i va atrapar una gran proporció d'afroamericans del Sud. Aquests treballadors van romandre perseguits i desemparats, forçats a treballar en treballs perillosos i confinats de manera legal per les lleis Jim Crow racistes que existien al Sud.La peonada era diferent de l'esclavitud en el fet que no era estrictament hereditària i no permetia la venda de la gent. De tota manera, els deutes dels individus (i, per tant, el mateix individu) podien ser venuts i el sistema tenia moltes semblances a l'esclavitud que hi havia abans de la Guerra Civil.

## Lleis per al compliment de la Tretzena esmena
La primera llei que es va aprovar per al compliment de l'esmena fou la Llei dels Drets Civils de 1866 (Civil Rights Act of 1866), que garantia la ciutadania i una protecció igual davant la llei, però no el dret a vot dels afrodescendents. L'esmena també fou utilitzada com a autorització de molts projectes de llei de l'Oficina dels Homes Lliures (coneguda formalment amb el nom d'Oficina de Refugiats, Homes Lliures i Terres Abandonades - Bureau of Refugees, Freedmen and Abandoned Lands). El president Andrew Johnson va vetar aquests projectes de llei presentats per Lincoln, però una majoria al Congrés va superar-lo per aprovar la Llei dels Drets Civils, a més d'un segon projecte de llei de l'Oficina dels Homes Lliures.
Els que van proposar la llei (entre ells, Trumbull i Wilson), argumentaven que la secció 2 de la Tretzena esmena («poder d'execució») autoritzava el govern federal a legislar sobre els drets civils dels Estats Units. D'altres no hi estaven d'acord i mantenien que les condicions «diferents» no eren el mateix que l'esclavitud. Cercant una justificació més substancial i tement que futurs opositors podrien tirar enrere aquesta legislació, el Congrés i els estats van afegir proteccions addicionals a la Constitució: la Catorzena esmena a la Constitució dels Estats Units (1868), que definia la ciutadania i afirmava que tots tenien la mateixa protecció davant la llei, i la Quinzena esmena a la Constitució dels Estats Units (1870), que prohibia restriccions ètniques del dret a vot.
L'Oficina dels Homes Lliures va forçar el compliment de l'esmena en l'àmbit local, donant suport a la gent que era objecte dels Codis Negres. (Recíprocament, la Tretzena esmena va establir base legal perquè l'Oficina operés a Kentucky). Aquesta llei va permetre que els afrodescendents tinguessin accés als tribunals federals per eludir el racisme de les jurisdiccions locals. Les lleis de Compliment (Enforcement Acts) de 1870-71 i la Llei dels Drets Civils de 1875 (Civil Rights Act of 1875) es van fer per a combatre la violència i la intimidació que exercia la supremacia blanca i per acabar amb les males condicions, similars a l'esclavitud, amb les quals convivien els negres del Sud. De tota manera, l'efectivitat d'aquestes lleis fou limitada i el govern federal va perdre part de la seva autoritat al Sud, sobretot després del compromís de 1877 que va acabar amb l'era de la reconstrucció a canvi de la presidència de la república.

### Llei de la peonada
Amb la Llei de la peonada de 1867, el Congrés va abolir que qualsevol persona pogués prestar serveis o treballar sota el sistema conegut com a peonada, i sobretot va prohibir el servei o treball involuntari o voluntari de qualsevol persona com a peons per tal de liquidar qualsevol deute o obligació o alguna cosa semblant.
El 1939, el Departament de Justícia dels Estats Units va crear la Secció dels Drets Civils, que estava dirigida sobretot envers la Primera esmena a la Constitució dels Estats Units i els drets dels treballadors. L'auge dels totalitarismes durant la Segona Guerra Mundial va incrementar l'atenció als temes sobre l'esclavitud i la servitud involuntària a la llar i fora d'aquesta. Els Estats Units havien de fer propaganda per augmentar la seva credibilitat combatent el sistema de peonada del Sud. Sota el lideratge del fiscal general Francis Biddle, la Secció dels Drets Humans va invocar les esmenes a la constitució i la legislació de l'era de la reconstrucció com a la base de les seves accions.
El 1947, es va perseguir Elizabeth Ingalls per tenir Dora L. Jones com a serventa domèstica en condicions d'esclavitud. El tribunal va considerar que Jones «era una persona totalment subjecta als desitjos de l'acusada; que no tenia llibertat d'acció i que estava plenament sota el control de l'acusada i que estava en un estat de treball forçós respecte a aquesta». La Tretzena esmena va gaudir d'atenció durant aquest període, però des del cas «Brown versus Board» (1954) fins al cas de «Jones versus Alfred H. Mayer Co.» (1968) fou una altra vegada eclipsada per la Catorzena esmena.

### Tràfic de persones
Les víctimes del tràfic de persones i altres condicions de treball forçós, normalment, estaven coaccionades per accions legals en el seu detriment. Les víctimes de treball forçat i de tràfic de persones estaven protegides pel Títol 18 de la Constitució dels Estats Units.
- Títol 18 de la Constitució dels Estats Units, secció 241 - Conspiració contra els drets: Conspiracy to injure, oppress, threaten, or intimidate any person's rights or privileges secured by the Constitution or the laws of the United States. ('La conspiració per perjudicar, oprimir, amenaçar o intimidar els drets o privilegis de qualsevol persona garantits per la Constitució o per les lleis dels Estats Units'.)[105]
- Títol 18 de la Constitució, secció 242 - Deprivation of Rights Under Color of Law: It is a crime for any person acting under color of law (federal, state or local officials who enforce statutes, ordinances, regulations, or customs) to willfully deprive or cause to be deprived the rights, privileges, or immunities of any person secured or protected by the Constitution and laws of the U.S. This includes willfully subjecting or causing to be subjected any person to different punishments, pains, or penalties, than those prescribed for punishment of citizens on account of such person being an alien or by reason of his/her color or race. ('És un crim que qualsevol persona que actuï en nom de la llei (funcionaris federals, estatals o locals que han de fer complir les lleis, ordenances, reglaments o costums) privi deliberadament o faci que algú estigui privat dels drets, privilegis o immunitats amb els quals està protegit per la Constitució i les lleis dels Estats Units. Aquest crim inclou sotmetre voluntàriament alguna persona a diferents càstigs, dolors o sancions pel fet que aquesta persona sigui estrangera o per raó del seu color de la pell o la seva ètnia.")[106]

#### Definicions del Departament de Justícia dels Estats Units

##### Peonada
La peonada es refereix a la servitud per deutes d'una persona, o servitud involuntària deguda a l'obligació de pagar un deute. L'obligació a la servitud inclou l'ús de la força, l'amenaça de l'ús de la força o l'amenaça d'una coerció legal per a obligar la persona al fet que treballi.

##### Servitud involuntària
La servitud involuntària es refereix a l'obligació per la força d'una persona, l'amenaça de la força o l'amenaça de coacció legal a la condició d'esclau -el servei obligatori o el treball contra la seva voluntat. Aquest inclou la condició en què una persona està obligada a treballar "en un clima de terror" per l'ús o amenaça de la força o de la coerció legal d'una manera suficient perquè hi estigui obligada. En el cas "Bailey versus Alabama" (1911), la Cort Suprema dels Estats Units va decidir que s'havien violat les lleis contra la peonada prohibides per l'esmena.
La servitud involuntària també és exigir un acte específic com un remei per l'incompliment dels contractes de serveis personals, segons alguns estudiosos i tribunals, encara que d'altres ho hagin rebutjat. Aquest és un recurs popular en el món acadèmic i en moltes jurisdiccions locals, però mai ha estat confirmat pels tribunals superiors.

##### Treball forçós
El treball forçós és el treball o servei obtingut per:
- Amenaces de dany seriós o restriccions físiques.
- Qualsevol projecte, pla o patró amb la intenció de fer veure a un individu que patiria un perjudici greu o una restricció física si no realitzés els treballs o serveis que se li demanen.
- L'abús o amenaces d'abús d'utilització de la llei o d'un procés legal.

## Interpretacions judicials
En contrast amb les altres esmenes de la reconstrucció, la Tretzena esmena fou rarament citada en casos legals posteriors. Com resumeix l'historiador Amy Dru Stanly, "més enllà d'un grapat de sentències sobre casos de peonades per deutes, la Tretzena esmena mai ha estat una font potent per a la reivindicació dels drets dels individus afectats per la violència i la discriminació basada en l'ètnia.

### Esclaus negres i els seus descendents
El cas Estats Units versus Rhodes, un dels primers casos referents a la Tretzena esmena, va posar a prova la constitucionalitat de les provisions de la Llei dels Drets Civils de 1866, que garantia que els negres poguessin acudir als jutjats federals. La llei de Kentucky prohibia als negres que testifiquessin contra els blancs, un acord que va comprometre la capacitat de l'afrodescendent Nancy Talbot per acusar un home blanc que l'estava acusant d'haver-lo robat. Després que Talbot va intentar portar el cas al tribunal federal, la Cort Suprema de Kentucky va decidir que aquesta decisió era anticonstitucional. El jutge Noah Haynes Swayne va revocar la decisió de Kentucky sostenint que sense l'aplicació de la Llei dels Drets Civils, l'esclavitud no estava realment abolida. Amb el cas In Re Turner (1867), el president del Tribunal Suprem Salmon P. Chase, va ordenar la llibertat d'Elizabeth Turner, una antiga esclava de Maryland que havia esdevingut identured ('serventa') del seu antic propietari.
En el cas Blyew versus Estats Units (1872), la Cort Suprema va escoltar un altre cas referent a la Llei dels Drets Civils relacionada amb les corts federals a Kentucky. John Blyew i George Kennard eren homes blancs que van visitar la cabana d'una família negra, els Foster. Blyew, aparentment, es va enfadar amb Richard Foster, de 60 anys i li va pegar dues vegades al cap amb una destral. Blyew i Kennard van matar els pares de Richard, Sallie i Jack Foster i la seva àvia cega, Lucy Armstrong. També van ferir greument les dues joves filles dels Foster. Els tribunals de Kentucky no permetien que els nens dels Foster declaressin contra Blyew i Kennard. Però els tribunals federals, autoritzats per la Llei dels Drets Civils, van considerar que Blyew i Kennard eren culpables d'assassinat. Quan el Tribunal Suprem va prendre el cas, van descartar (5-2) que els nens dels Foster poguessin adreçar-se als tribunals federals perquè només les persones vives podien beneficiar-se de la llei. Així, les corts van descartar que la Tretzena esmena permetés que es poguessin tractar assassinats a nivell federal. Els jutges Swayne i Joseph P. Bradley no hi van estar d'acord i van mantenir que, per tenir efectes significatius, la Tretzena esmena hauria d'abordar l'opressió racial del sistema.
El cas Blyew, que va estar basat en un aspecte tècnic, es va convertir en un precedent als tribunals federal i estatals que va donar lloc a l'erosió dels poders del Congrés mitjançant la Tretzena esmena. El Tribunal Suprem va continuar en aquest camí en els casos Slaughter-House (1873), que va confirmar el monopoli dels carnissers blancs sancionat per l'estat. En el Cas Estats Units versus Cruikshank (1876), el tribunal va ignorar la Tretzena esmena quan va dictar una decisió judicial que va exonerar els autors de la massacre de Colfas i va invalidar la Llei d'Execució de 1870.

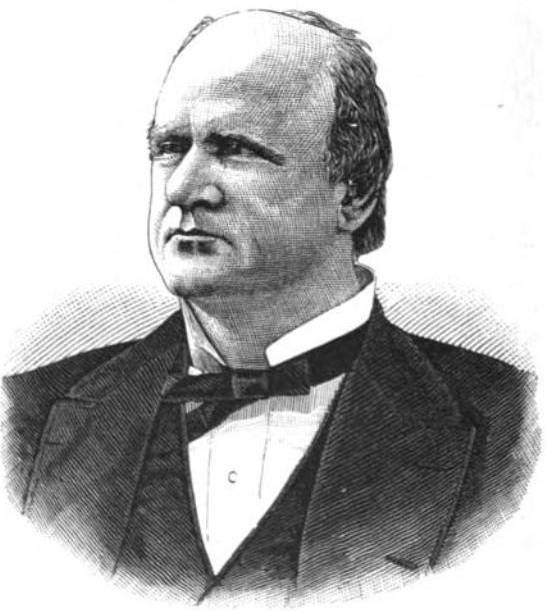
John Marshall Harlan és conegut com El Gran Dissident per les seves opinions minoritàries per afavorir la Tretzena i la Catorzena esmenes

La Tretzena esmena no era únicament la prohibició de l'esclavitud, sinó que també abasta una gamma molt més àmplia de drets sobre les privacions socials i el sistema de treball. L'explicació que va donar el Tribunal Suprem sobre la decisió dels casos Slaughter-House fou: 
| « | Sense cap dubte, mentre els negres eren esclaus, els congressistes només tenien al cap l'article de la Tretzena esmena que prohibia qualsevol tipus d'esclavitud, en aquell moment o en el futur. Si la peonada mexicana o el sistema de treball dels peons xinesos es desenvolupessin cap a l'esclavitud de l'ètnia mexicana o xinesa dins el nostre territori, es pot assegurar que s'anul·larà aquesta modificació. I, per tant, si hi ha altres drets que estan atacats pels estats que estan protegits per aquests articles, s'aplicarà aquesta protecció, tot i que l'interessat pot no ser d'ascendència africana. Però el que diem i el que volem entendre és que, en qualsevol construcció equitativa i justa de qualsevol secció o frase d'aquestes modificacions, cal mirar cap a l'objectiu del qual s'afirma que va ser l'esperit dels que van aprovar l'esmena, que va ser dissenyada per arreglar el problema i per això es va modificar la Constitució (...) | » |

En els Casos dels Drets Civils (1883), el Tribunal Suprem va repassar cinc casos consolidats amb la Llei dels Drets Civils de 1875, que prohibia la discriminació racial als hotels, mitjans de transport públic de terra o aigua i en altres llocs públics destinats a l'oci. El Tribunal va dictaminar que la Tretzena esmena no prohibia la majoria de les formes de discriminació racial feta pels actors no governamentals. En la decisió majoritària, Bradley va escriure que la Tretzena esmena donava poders al Congrés per a atacar els incidents sobre l'esclavitud. De tota manera, va distingir entre els drets fonamentals d'un ciutadà que estaven protegits per la Tretzena esmena i els drets socials de les persones i les ètnies en la comunitat. L'opinió majoritària deia que «l'argument de l'esclavitud estaria viu perquè fos aplicable a tots els actes de discriminació que pot patir una persona en l'àmbit de l'entreteniment, transport, relacions sexuals o negocis». L'advocat de Kentucky John Marshall Harlan (que havia canviat la seva opinió sobre els drets civils després del sorgiment de la violència racista organitzada) va argumentar que «aquesta discriminació practicada per les corporacions i particulars en l'exercici de les seves funcions públiques o semipúbliques com a signe exterior de servitud, el poder del Congrés l'habilita a evitar-ho.»
El Tribunal de Justícia també va sostenir que la legislació apropiada emparada per l'esmena en el tema dels Drets Civils, podria anar més enllà que només deixar sense efecte les lleis estatals que establien o mantenien l'esclavitud, perquè aquesta esmena «té també un caràcter reflex per establir i decretar la llibertat civil i política universal en tots els Estats Units» i, per tant, el Congrés pot «aprovar totes les lleis necessàries i convenients per a l'abolició de totes les insígnies i els accidents relacionats amb l'esclavitud als Estats Units». El Tribunal va declarar sobre l'abast de l'esmena:
| « | (anglès) This amendment, as well as the Fourteenth, is undoubtedly self-executing, without any ancillary legislation, so far as its terms are applicable to any existing state of circumstances. By its own unaided force and effect, it abolished slavery and established universal freedom. Still, legislation may be necessary and proper to meet all the various cases and circumstances to be affected by it, and to prescribe proper modes of redress for its violation in letter or spirit. And such legislation may be primary and direct in its character, for the amendment is not a mere prohibition of State laws establishing or upholding slavery, but an absolute declaration that slavery or involuntary servitude shall not exist in any part of the United States. | (català) «Aquesta esmena, igual que la Catorzena, és, sens dubte d'aplicació directa, sense cap mena de disposicions complementàries, sempre que els seus termes siguin aplicables (...). Tot i això, la legislació s'ha d'adequar per satisfer tots els casos i circumstàncies diferents que afecti i cal prescriure les maneres correctes per reparar la seva violació de fet o d'esperit. I aquesta legislació pot tenir un caràcter primari i directe perquè l'esmena no és sols la prohibició de les lleis estatals que establien o defensaven l'esclavitud, sinó una declaració absoluta que mana que no es pot permetre l'esclavitud o la servitud involuntària arreu dels Estats Units». | » |

En el cas Plessy contra Ferguson (1896) els fiscals van argumentar que la segregació racial involucrava «observances d'un caràcter servil coincidents amb els incidents de l'esclavitud», cosa que violava la Tretzena esmena. En el discurs dels advocats de Plessy davant la Cort Suprema, es va afirmar que la "distinció segons l'ètnia o la casta" era inherentment anticonstitucional. El Tribunal Suprem no va acceptar aquest raonament i es van posar al costat de les lleis estatals que reforçaven la doctrina de separat però igual. En la seva decisió majoritària (7-1), el tribunal va trobar que «un estatut que implica només una distinció legal entre les ètnies blanca i de color -distinció basada en el color de les dues ètnies i que els blancs sempre s'han diferenciat dels que pertanyien a altres ètnies- no implica la tendència a destruir la igualtat jurídica de les dues ètnies o que restableixi un estat de servitud involuntària». Harlan no hi va estar d'acord i va escriure: «La disfressa fina del concepte «igual» per als passatgers dels autocars o del ferrocarril no podia enganyar ningú ni expiar el mal que implica».
En el cas de Hodges versus Estats Units (1906), el tribunal va anul·lar una llei federal que preveia la sanció de dues o més persones que conspiressin per fer un mal, oprimir, amenaçar o intimidar qualsevol ciutadà en el lliure exercici o gaudi de qualsevol dret o privilegi que estigui assegurat per la Constitució i les lleis dels Estats Units. Un grup d'homes blancs d'Arkansas van conspirar per impedir violentament a 8 treballadors contra l'exercici del seu lloc de treball en una serradora; el grup fou declarat culpable per un gran tribunal federal. El Tribunal Suprem va dictaminar que una llei federal que va proscriure les conspiracions que es fessin per privar a ciutadans de la seva llibertat no era sostinguda per la Tretzena esmena. Harlan hi va dissentir i mantenia la seva opinió que la Tretzena esmena ha de protegir la llibertat més enllà de la «contenció física». En el cas Corrigan versus Buckley (1922), va reafirmar la interpretació que s'havia fet a Hodges, considerant que l'esmena no s'aplicava a la servitud.
Hi va haver molts casos contra la peonada al Sud a causa de l'aplicació de la llei federal dels drets civils. El Tribunal Suprem va dictaminar en el cas Clyatt versus Estats Units (1905) que la peonada era servitud involuntària. Va afirmar que, si bé els ocupadors a vegades descrivien que els seus treballadors treballaven voluntàriament, la servitud de peonada era sempre, per definició, involuntària.
En el cas Bailey versus Alabama, el Tribunal Suprem va tornar a reafirmar que la Tretzena esmena no servia únicament per a prohibir l'esclavitud, sinó també per a protegir d'altres arranjaments laborals i depravacions socials. A més, el tribunal també va dictaminar el poder d'execució que tenia el Congrés sota la Tretzena esmena. La Cort va dir: 
| « | La intenció plana [de l'esmena] fou abolir l'esclavitud sota qualsevol nom i forma i totes les seves insígnies i incidents; per a fer impossible qualsevol estat d'esclavitud, perquè el treball fos lliure, mitjançant la prohibició que el control pel qual el servei personal d'un individu s'alienés coaccionat pel benefici d'un altre, que és l'essència de la servitud involuntària. L'esmena és d'aplicació directa i els seus termes són aplicables a qualsevol condició existent i el Congrés va autoritzar que es fes la legislació adequada per assegurar la seva completa aplicació. | » |

#### Cas Jones i posterior
La història legal dels Estats Units cita el cas de Jones v. Alfred H. Mayer Co. (1968) com un punt d'inflexió en la jurisprudència relacionada amb la Tretzena esmena. El Tribunal Suprem va confirmar, en aquest cas, que el Congrés podia actuar de manera racional per prevenir que hi hagués persones privades per la imposició d'incidents o episodis de servitud.
Els "Jones" eren una parella d'afroamericans del comtat de Sant Lluís (Missouri) que van demandar una companyia immobiliària perquè es van negar a vendre'ls una casa. El Tribunal va resoldre: "El Congrés té el poder que li atorga la Tretzena esmena per a determinar quines són les insígnies i els incidents d'esclavitud de manera racional i l'autoritat per a traduir aquesta determinació en una legislació eficaç (...). Aquest tribunal va reconèixer fa molt de temps que, entre els incidents i insígnies de l'esclavitud, hi figuren les restriccions sobre els drets fonamentals, que són l'essència de la llibertat civil; és a dir, que tenen el mateix dret a heretar, comprar, arrendar, vendre i traspassar propietats, de la mateixa manera que els ciutadans blancs."
El tribunal també va manifestar que els Codis Negres, promulgats després de la Guerra Civil per restringir el lliure exercici d'aquests drets, fou un substitutiu del sistema d'esclavitud, de manera que l'exclusió dels negres de les comunitats blanques es va convertir en un substitut dels Codis Negres esclavistes. A més, el fet de limitar la possibilitat de comprar una propietat pel color de la pell, això també és una relíquia de l'esclavitud. Per als ciutadans negres del Nord i del Sud, que consideraren que la Tretzena esmena era una promesa de llibertat, aquesta no seria efectiva si el Congrés fos impotent per a assegurar que un dòlar d'un negre no pogués comprar el mateix que el d'un blanc. Si més no, el Congrés està facultat per a fixar-se en la Tretzena esmena, que inclou la llibertat de comprar tot allò que pugui comprar un blanc, i la llibertat de poder viure en el mateix lloc que qualsevol home blanc pugui viure. Si el Congrés no ho pot fer, això significa que la Tretzena esmena és "paper moll".
El tribunal, en aquest cas, va reobrir el capítol que relacionava el racisme de la societat contemporània amb la història de l'esclavitud en els Estats Units.
La resolució d'aquest cas va funcionar com a precedent que ha estat utilitzar per a justificar accions del Congrés per a protegir treballadors immigrants o tràfic de blanques. El poder directe que es troba a la Tretzena esmena contrasta amb el de la Catorzena, que només permet respostes a la discriminació institucional dels actors estatals.

### Altres casos de servitud involuntària
El Tribunal Suprem ha donat un punt de vista reduït de les reivindicacions de servitud involuntària realitzades per persones que no descendeixen d'esclaus negres. En el cas Robertson versus Baldwin (1897), un mariner va desafiar les regles federals que ordenen la captura dels desertors. El tribunal va dictaminar que "l'esmena no tenia la intenció d'introduir una nova doctrina pel que fa a certes descripcions de servei que sempre havien estat excepcionals." En aquest cas, com en nombrosos casos d'incidents, Justice Harlan va manifestar que la Tretzena esmena havia d'afavorir proteccions més àmplies.
En el cas Arver versus Estats Units i altres casos contra el reclutament obligatori de l'estat, el Tribunal Suprem va resoldre que el reclutament militar no era servitud involuntària. En el cas Estats Units versus Kozminski, el Tribunal Suprem va decidir que la Tretzena esmena no prohibia l'intent de servitud mitjançant coerció psicològica. Konzminski va definir que la servitud involuntària per a propòsits de resolucions criminals és "una condició de servitud en què la víctima és forçada a treballar per a l'acusat per l'ús o l'amenaça de la restricció física, lesió física o per l'ús o amenaça de la coerció per mitjà de la llei o del procés legal. Aquesta definició abasta els casos en què l'acusat té la víctima en servitud mitjançant la por d'una restricció física, de lesions o a la coacció legal.
Les Corts d'Apel·lació dels Estats Units, en els casos Immediato versus Rye Neck School District, Herndon versus Chapel Hill i Steirer versus Bethlehem School District, van decidir que l'ús del servei a la comunitat com un requeriment d'un institut no violava la Tretzena esmena.

## Antigues propostes de la Tretzena esmena
Durant les sis dècades que van seguir la ratificació el 1804 de la Dotzena esmena de la Constitució dels Estats Units, hi va haver dues propostes per esmenar la Constitució al Congrés que foren enviades als estats per a la seva ratificació. Cap d'aquestes va ser aprovada per prou estats per esdevenir part de la Constitució. Les dues propostes que havien de ser la Tretzena esmena foren conegudes com a 
Esmena sobre els títols de noblesa i l'Esmena Corwin.
- L'Esmena sobre els títols de noblesa (pendent de l'aprovació dels estats des de l'1 de maig del 1810, si hagués estat ratificada, pretenia que qualsevol ciutadà estatunidenc que acceptés un títol de noblesa o d'honor d'un país estranger sense el consentiment del Congrés, perdés la ciutadania americana.[146]

- Pendent de la ratificació dels estats des del 2 de març del 1861, i si hagués estat ratificada, l'Esmena Corwin hauria protegit les "institucions domèstiques" dels estats (el 1861, això significava esclavitud) del procés de reforma constitucional contra l'abolició o la interferència per part del Congrés per a fer-la.[147][148]

## En la cultura popular
Els esforços del president Abraham Lincoln per negociar i aprovar la Tretzena esmena abans del final de la Guerra Civil són l'argument principal de la pel·lícula Lincoln del 2012, protagonitzada per Daniel Day-Lewis.